# Bangalaia
Bangalaia is een kevergeslacht uit de familie van de boktorren (Cerambycidae). De wetenschappelijke naam van het geslacht werd voor het eerst geldig gepubliceerd in 1890 door Duvivier.

## Soorten
Bangalaia omvat de volgende soorten:
- Bangalaia albata (Thomson, 1868)
- Bangalaia alboguttata Breuning, 1936
- Bangalaia angolensis Breuning, 1938
- Bangalaia babaulti (Villiers, 1942)
- Bangalaia bipunctipennis Breuning, 1966
- Bangalaia chaerila Jordan, 1903
- Bangalaia duffyi Breuning, 1962
- Bangalaia fisheri Breuning, 1936
- Bangalaia fulvosignata (Quedenfeldt, 1882)
- Bangalaia lislei Villiers, 1941
- Bangalaia margaretae Gilmour, 1956
- Bangalaia maublanci (Villiers, 1938)
- Bangalaia molitor Jordan, 1903
- Bangalaia nebulosa (Quedenfeldt, 1887)
- Bangalaia ocellata (Lameere, 1893)
- Bangalaia ochreomarmorata Breuning, 1958
- Bangalaia schoutedeni Breuning, 1936
- Bangalaia stiriaca Duvivier, 1890
- Bangalaia sulcicollis (Kolbe, 1893)
- Bangalaia thomensis Breuning, 1947
- Bangalaia turei Teocchi, Jiroux & Sudre, 2008
- Bangalaia vittata Jordan, 1903
- Bangalaia wissmanni (Quedenfeldt, 1888)